# Conizonia simia
Conizonia simia là một loài bọ cánh cứng trong họ Cerambycidae.